# Choretrum pauciflorum
Choretrum pauciflorum là một loài thực vật có hoa trong họ Santalaceae. Loài này được A.DC. mô tả khoa học đầu tiên năm 1857.